# Fraps
Fraps (Navnet kommer fra: Frames per second (Billeder i sekundet)) er et video-optagelsescomputerprogram, der optager hvad der sker på skærmen. Det kan også måle FPS, dvs. Frames per second, hvor mange billeder der er på skærmen pr. sekund. Det bruges primært til at lave screenshots og video af det der foregår på computerskærmen – ofte imens man spiller et computerspil.